# Selo de Washington
O selo do estado de Washington contém um retrato de George Washington, pintado por Gilberto Stuart. O círculo amarelo dourado, em volta do retrato, contém as expressão "The Seal of the State of Washington" (em português, "o selo do estado de Washington"), e "1889", ano em que Washington entrou na União, tornando-se estado dos Estados Unidos. Aparece no centro da bandeira do estado.
O selo foi desenhado por Charles Talcott, baseado na pintura de Gilberto Stuart. Originalmente, no lugar do retrato de George Washington, o selo teria um desenho do Monte Rainier, porém Talcott sugeriu o desenho do selo com George Washington em seu lugar.